# Oyon
Der Oyon ist ein Fluss in Frankreich, der im Département Morbihan in der Region Bretagne verläuft. Er entspringt unter dem Namen Ruisseau des Landes de Rohan im nördlichen Gemeindegebiet von Campénéac, knapp an der Grenze zur Gemeinde Paimpont im benachbarten Département Ille-et-Vilaine. Der Oyon entwässert im Oberlauf generell in südlicher Richtung, schwenkt im Unterlauf nach Osten  und mündet nach rund 32 Kilometern im Gemeindegebiet von Guer als rechter Nebenfluss in den Aff.

## Orte am Fluss
(Reihenfolge in Fließrichtung)
- Campénéac
- Augan
- Porcaro
- Guer

## Sehenswürdigkeiten
- Wasserschloss Château de Trécesson am Fluss, nördlich von Campénéac, aus dem 15. Jahrhundert, Monument historique[4]

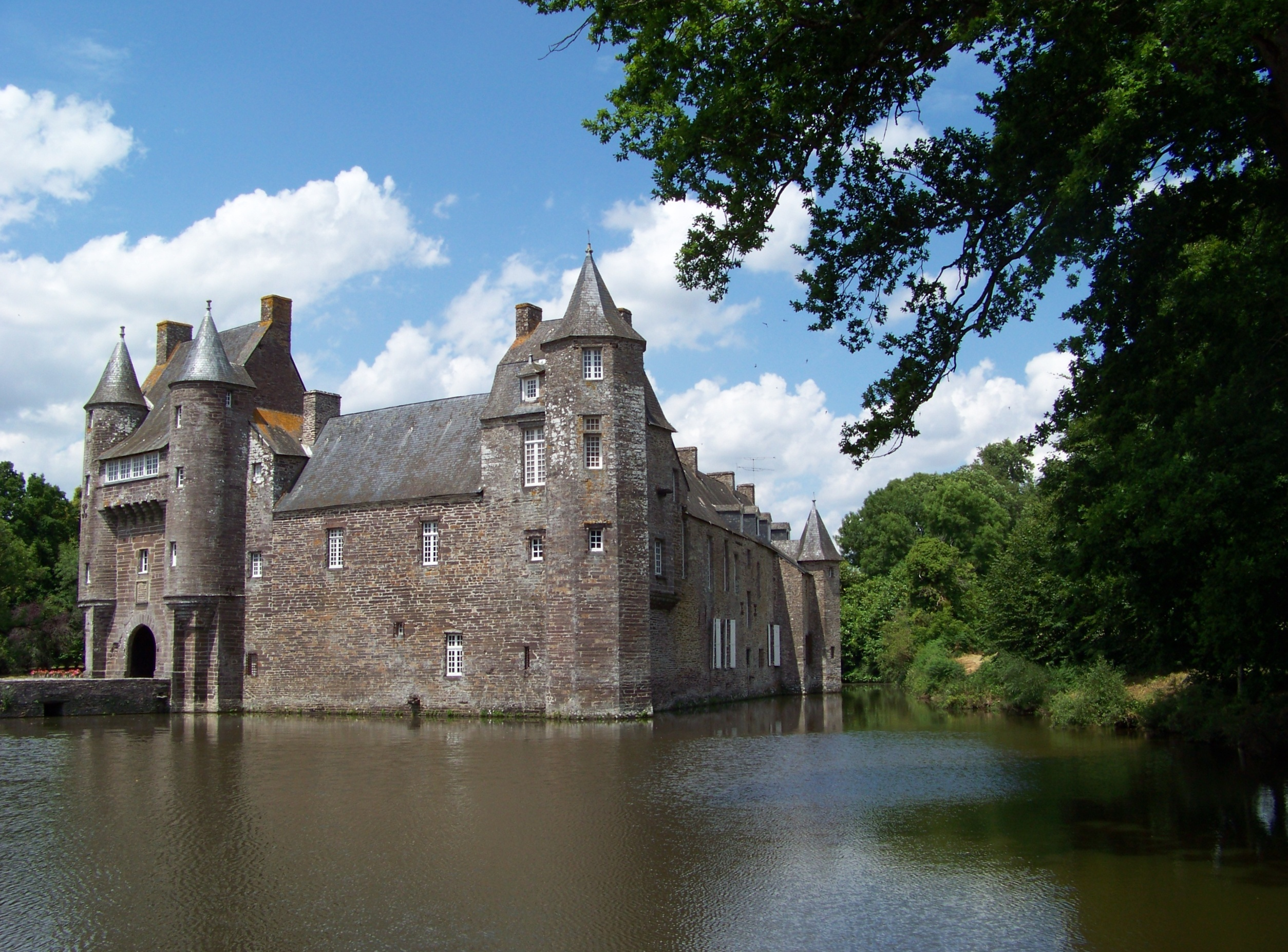
Château de Trécesson